# St. Leo (Schaidt)
Die römisch-katholische Kirche St. Leo des Wörther Ortsbezirks Schaidt  im Kreis Germersheim (Rheinland-Pfalz) befindet sich an der örtlichen Hauptstraße. Sie ist die Kirche einer gemeinsamen Gemeinde mit Hergersweiler, Dierbach und Vollmersweiler. Diese gehört zur Kandeler Pfarrei Heilige Vierzehn Nothelfer im Bistum Speyer. Die Kirche ist dem elsässischen Papst Leo IX. gewidmet und steht unter Denkmalschutz.

## Beschreibung
Das Kirchengebäude besteht aus unterschiedlichen Elementen diverser Epochen. Der gerade geschlossene Chor von zwei Jochen mit Kreuzrippengewölben, die ebenfalls rippengewölbte Sakristei und der Kirchturm im Westen stammen von einem spätgotischen Bau aus dem frühen 15. Jahrhundert. Letzterer wurde 1730 auf seine heutige Größe erhöht. Das Langhaus wurde 1743–1744 als flachgedeckter Saalbau erneuert.
Das Eingangsportal trägt Kopfmedaillons, die aus der Zeit um 1790 stammen. Im Chor befindet sich eine Sakramentsnische und die Zugangstür zur Sakristei, die mit reichen, dekorativen Eisenbeschlägen versehen ist. Darüber hinaus befinden sich im Inneren eine gut erhaltene Kanzel, vier Beichtstühle und Bildwerke aus dem 18. Jahrhundert im Stil des Rokoko. Die ausgedehnten Stuckarbeiten und Deckenmalereien des Kirchenmalers Georg Gschwendner prägen den Innenraum. Der ehemalige Chor dient heute als seitliche Taufkapelle.
Neben dem Eingangsportal befinden sich zwei Grabmäler, die mit den Jahren 1780 und 1786 bezeichnet sind. Im Kirchgarten befindet sich zudem eine Totenleuchte aus dem Jahr 1482. Auch ein Kriegerdenkmal für die Jahre des Ersten Weltkriegs befindet sich im Außenbereich.
Im Pfarrhaus ist ein Ziborium mit Kruzifix auf dem Deckel aus dem 16. Jahrhundert vorhanden.

## Galerie

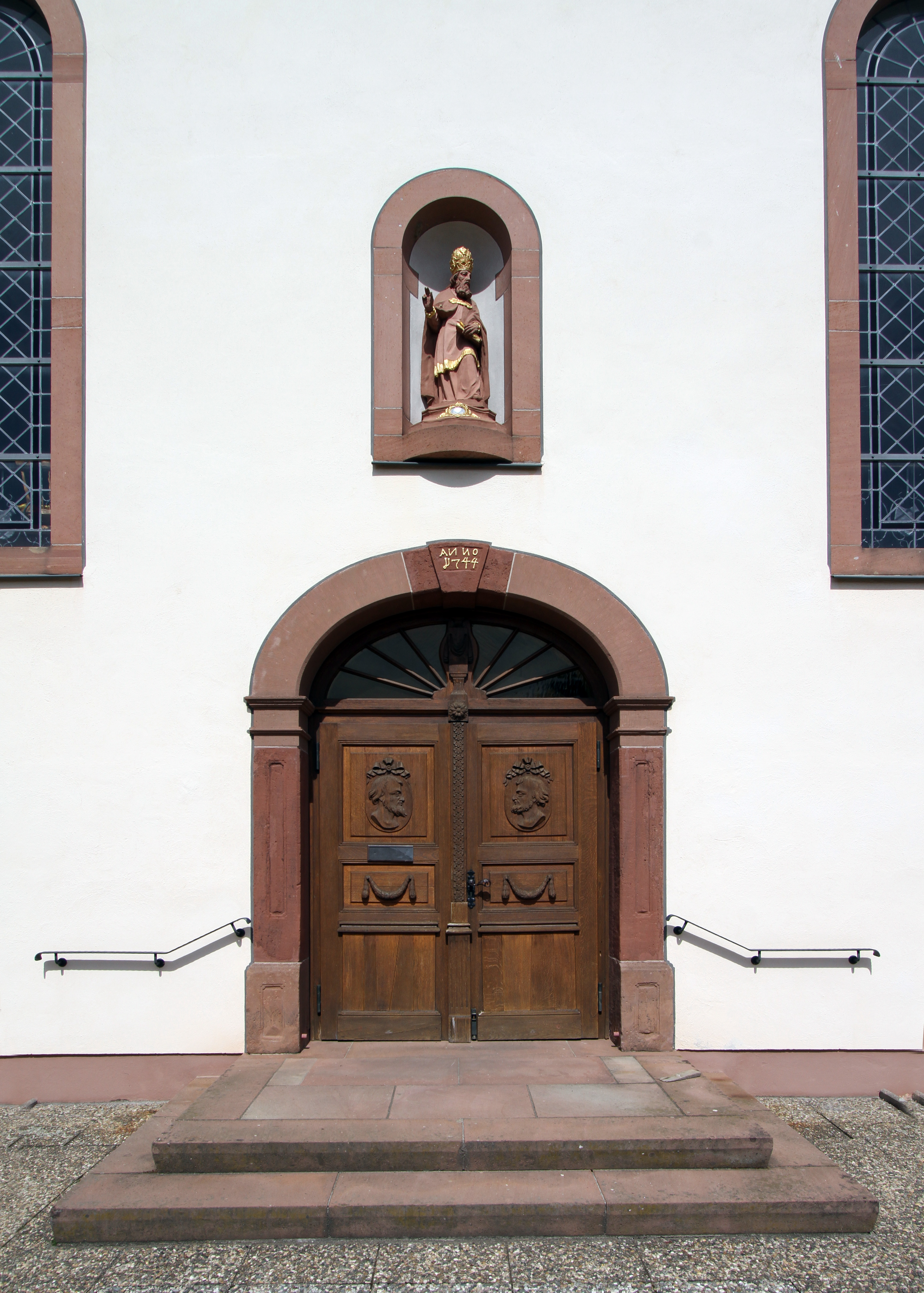
Eingangsportal
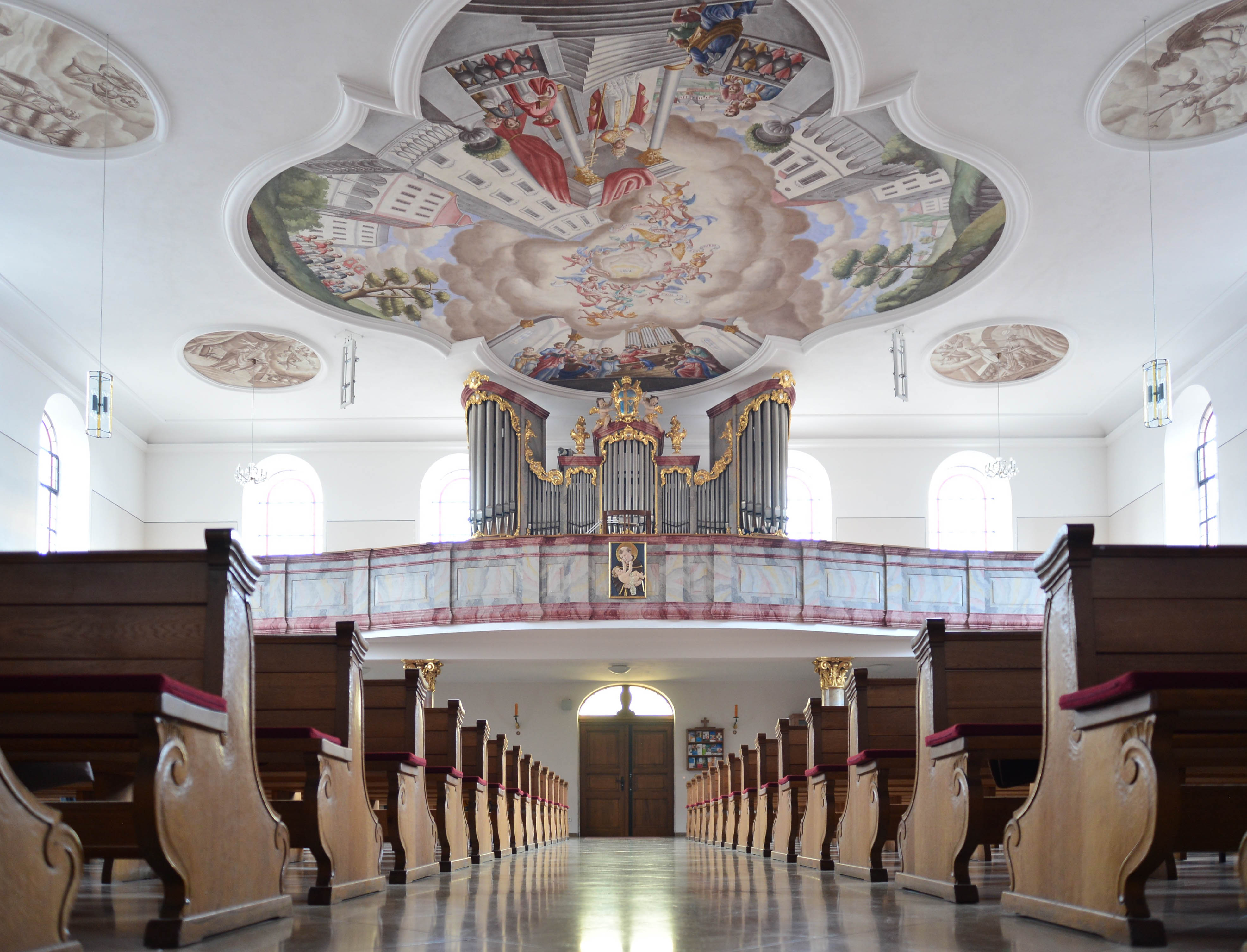
Innenansicht mit Blick zur Orgel
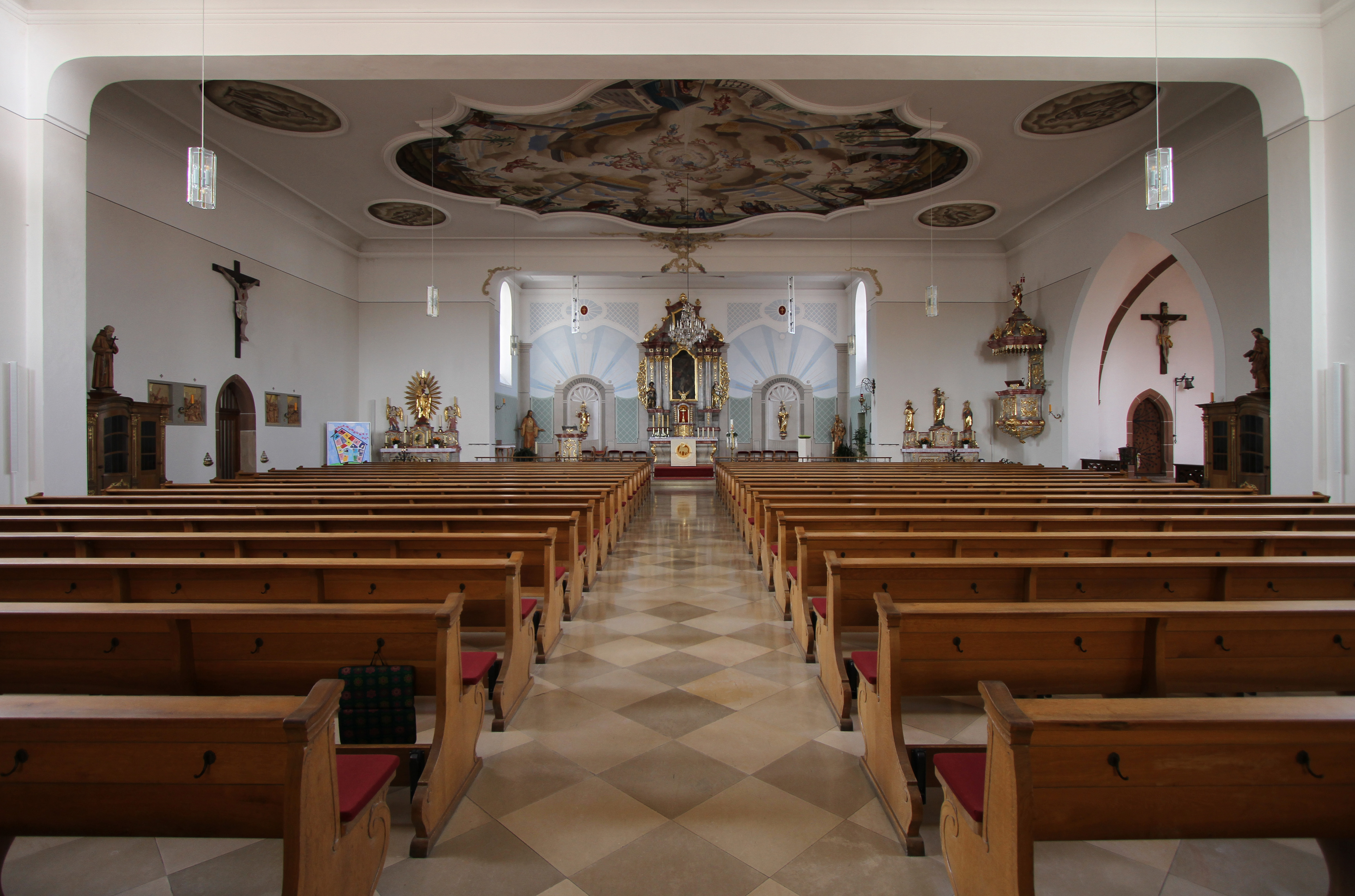
Innenansicht mit Blick zum Hauptaltar
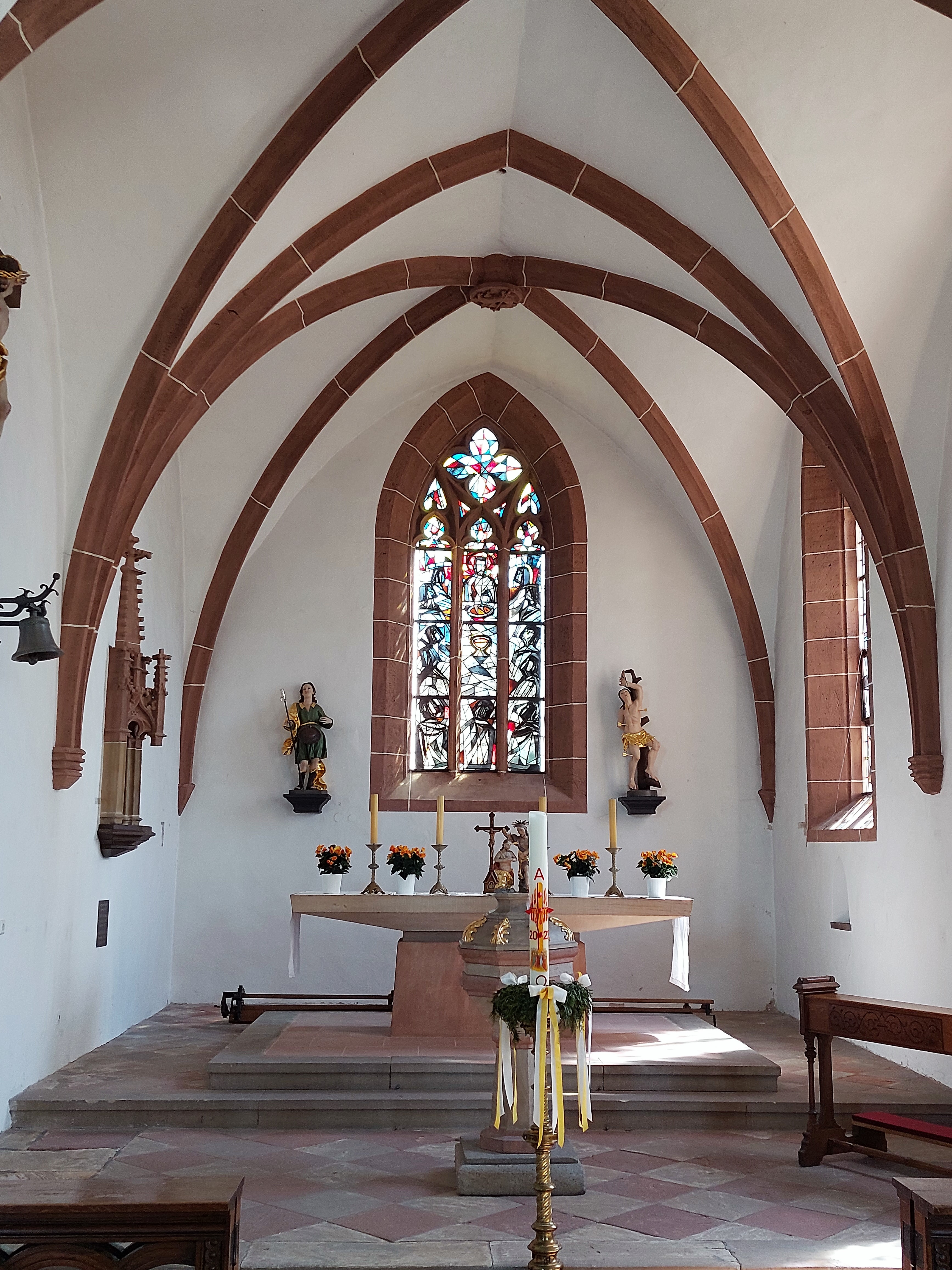
Ehemaliger Chor (heute Taufkapelle)
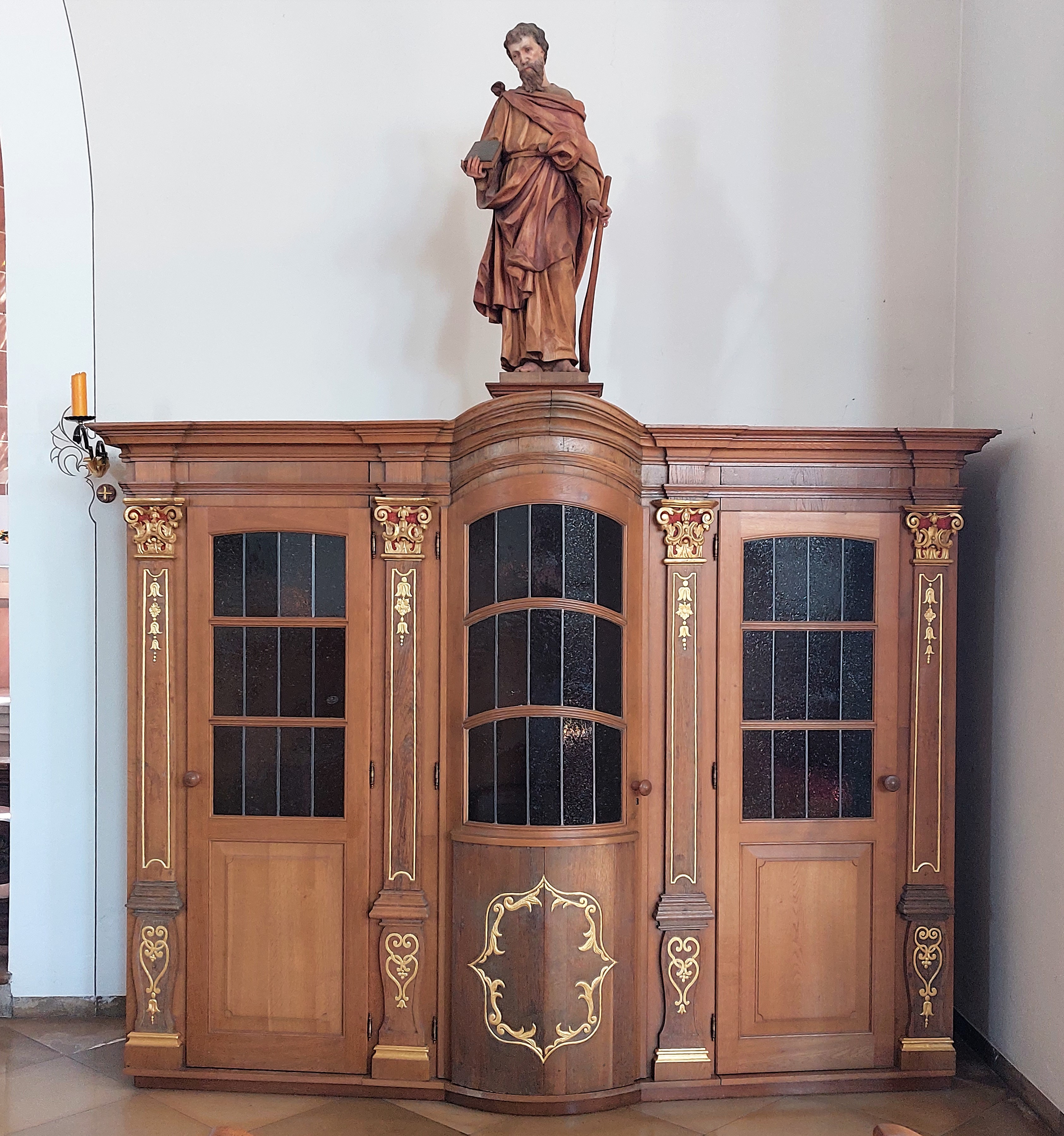
Beichtstuhl (18. Jhd.)
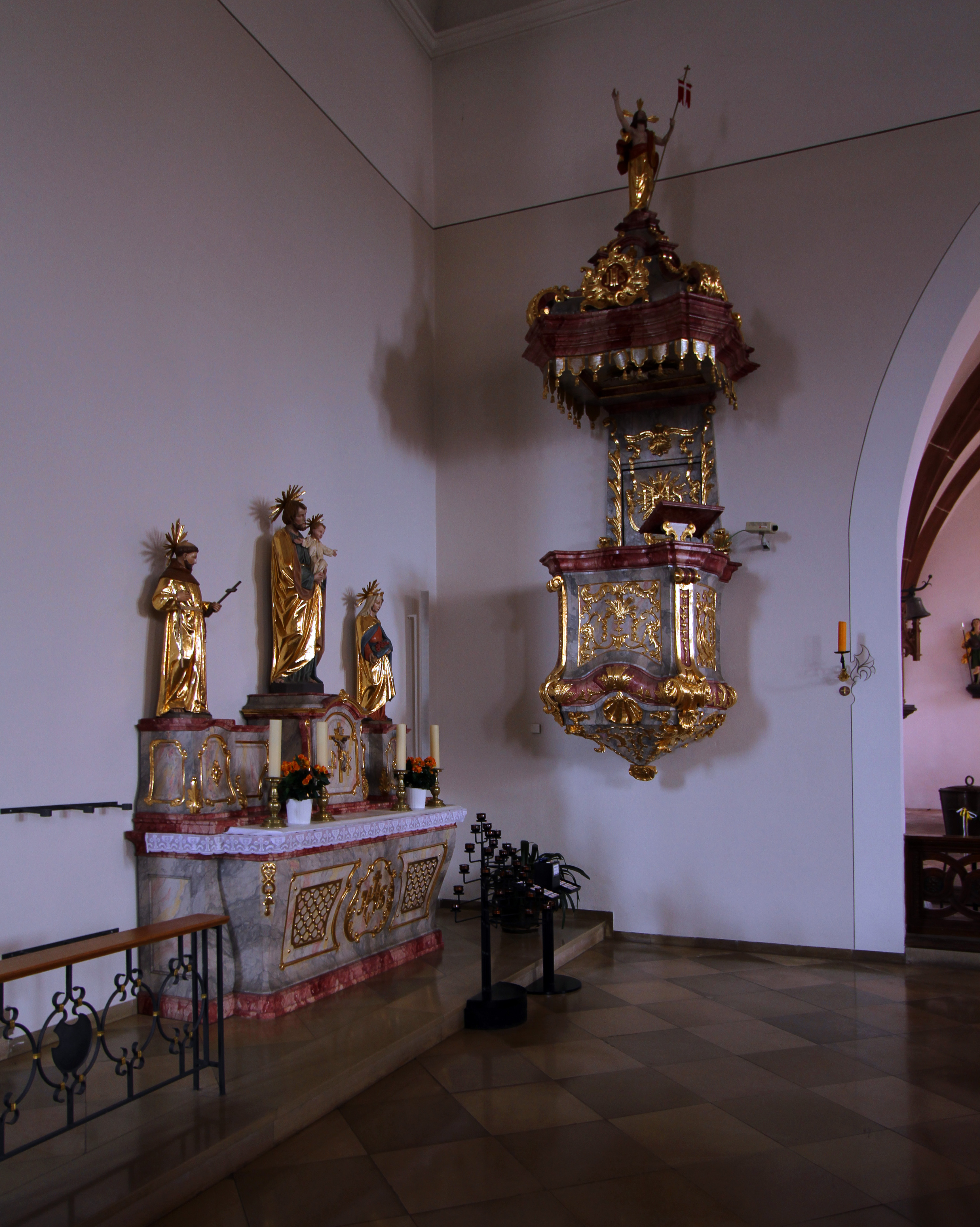
Kanzel (18. Jhd.)
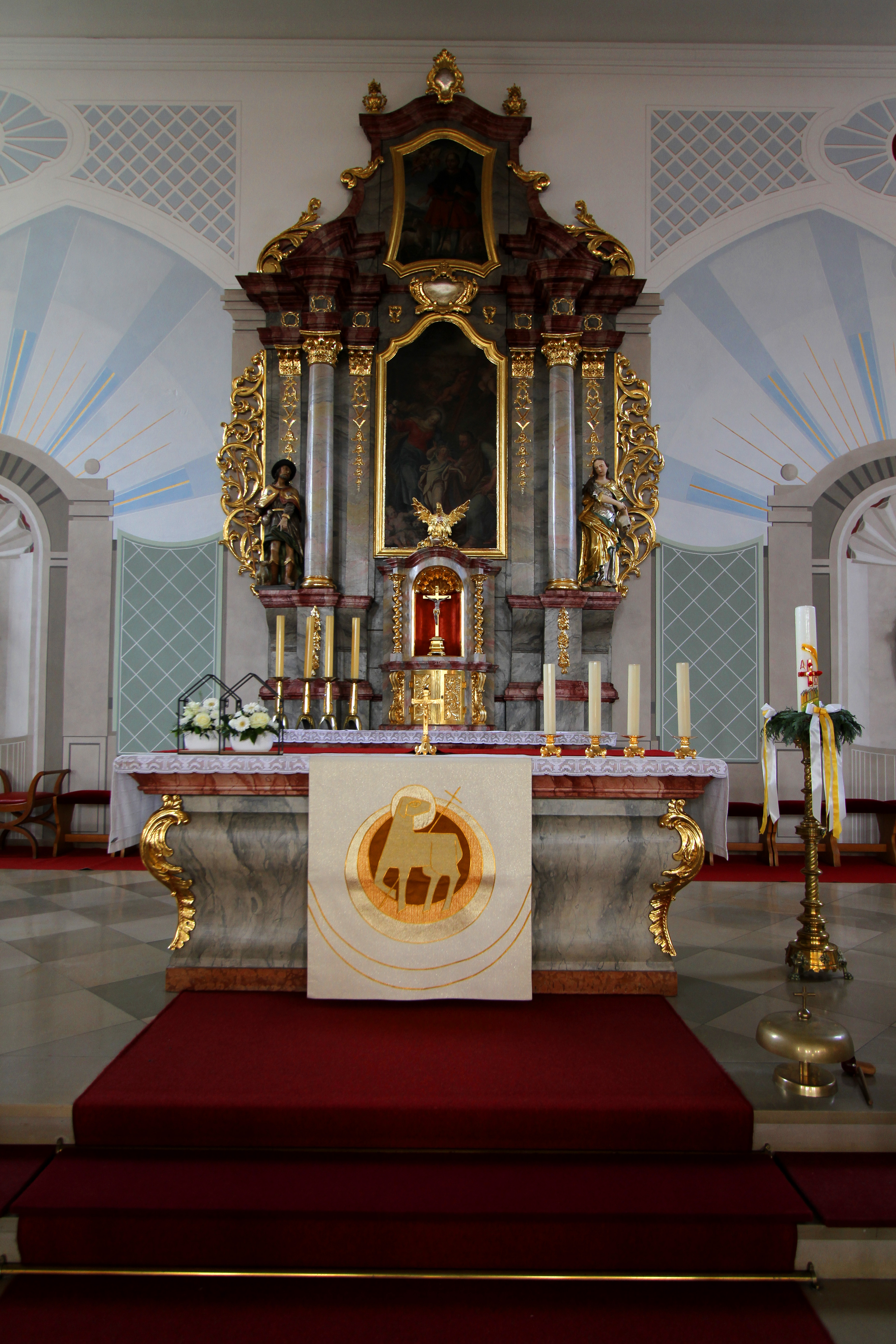
Hochaltar

## Geschichte
Die Schaidter Pfarrkirche ist um die Wende vom 11. zum 12. Jahrhundert zu Ehren des elsässischen Papstes Leo IX. entstanden. Das älteste erhaltene Pfarrsiegel stammt aus dem Jahr 1414 und trägt das Bildnis dieses Papstes. Die erste urkundliche Erwähnung als eigenständige Pfarrei stammt aus dem Jahr 1284. Durch den Dreißigjährigen Krieg wurden zwei Drittel der Schaidter dezimiert, sodass die Pfarrei nicht mehr gehalten werden konnte. In der Zwischenzeit hielten gelegentlich Ordensleute des Klosters Weißenburg Gottesdienste in Schaidt. In den Jahren 1666 und 1667 umfasste die Bevölkerung wieder 250 Einwohner, sodass die Pfarrei wieder besetzt werden konnte. Bis zur Französischen Revolution gehörte die Pfarrei zum Landkapitel Weißenburg der Diözese Speyer.
Im 19. Jahrhundert und im Jahr 1930 erfolgten Renovierungen und Umbauten des Innenraums. Dabei wurde der bis dahin vorhandene rundbogige Zugang zum Chor zu einem Spitzbogen umgebaut und die Wandmalereien in einen schlichten, hellen Anstrich umgestaltet. Von 1969 bis 1970 wurde ein umfassender Umbau des Langhauses und des Grundrisses der Kirche vorgenommen, da sie nach dem Zweiten Weltkrieg zu klein geworden war. Das vormals westöstlich ausgerichtete Langhaus steht heute in Nord-Süd-Richtung zwischen Turm und Chor. Die Innenräume wurden in diesem Zuge ebenfalls massiv verändert. Die anschließende Kirchweihe erfolgte am 19. Dezember 1970 durch den Speyerer Bischof Friedrich Wetter. Eine umfangreiche Renovierung des Kirchturms erfolgte 1989. In den Jahren 2009 und 2010 wurden erneut Arbeiten an der Kirche vorgenommen und der Außenanstrich erneuert. Die Kirchenmaler Bernhard Weimert (Offenbach) und Andreas Wolf (St. Leon-Rot) malten den Chor in diesem Zuge unter der Leitung des Bistumsarchitekten Mario Coletto neu aus. Der Kirchenvorplatz wurde 2011 neugestaltet.

## Glocken
Die Kirche besitzt vier Glocken. Die kleinste Glocke mit 14 Zentnern ist den Heiligen St. Wendelinus und Sebastianus geweiht. Die nächsten beiden Glocken, 21 und 30 Zentner, tragen die Namen „Ave Maria“ und „Papst Leo“. Die größte Glocke mit 52 Zentnern ist dem „Christ König“ geweiht.

## Orgel

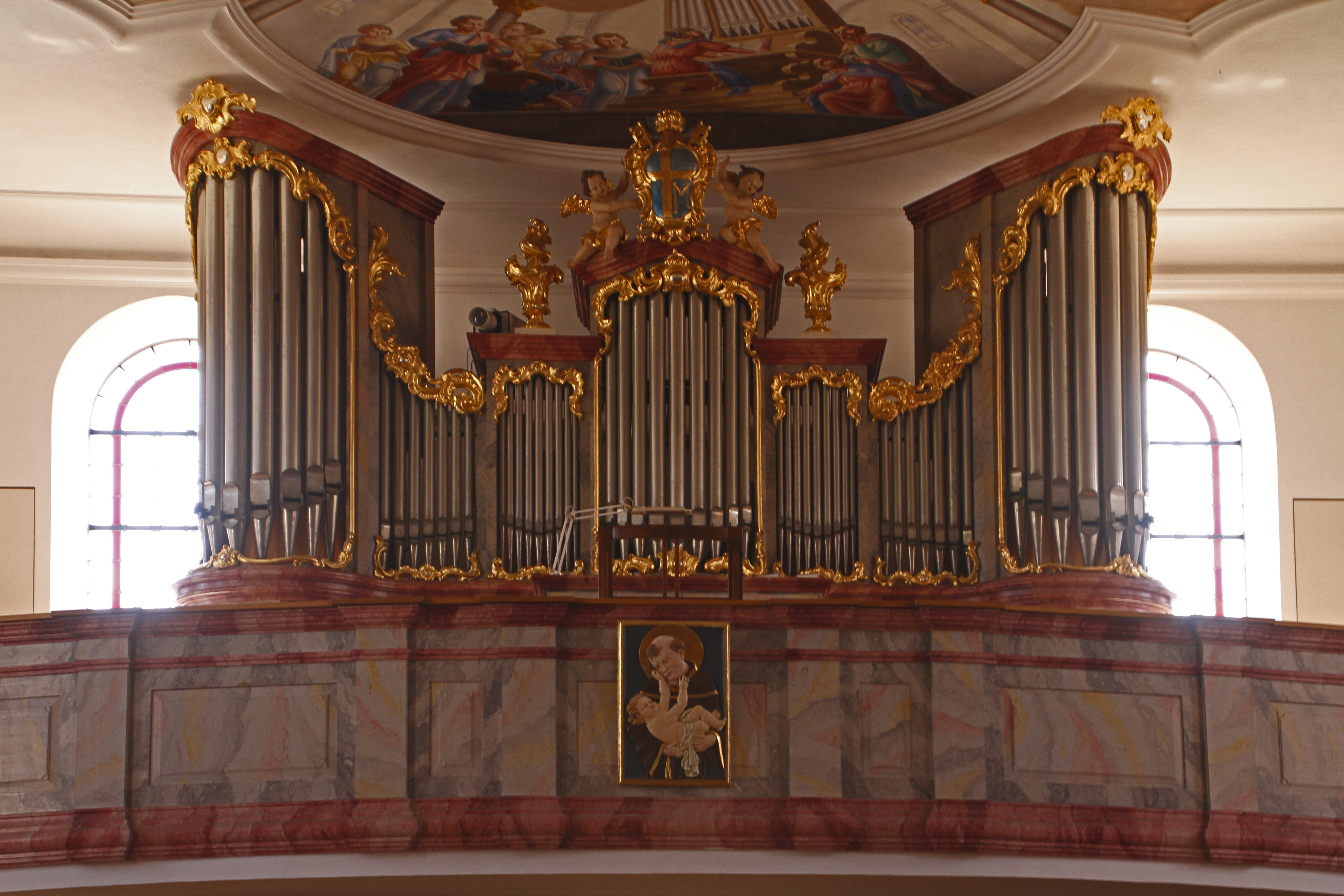
Blick auf die Orgel

Die Orgel der St.-Leo-Kirche wurde 1973 infolge des Kirchenumbaus 1970 von Hugo Wehr (Haßloch) gebaut. Das Gehäuse orientiert sich in verkleinerter Form am Gehäuse desjenigen Instruments, welches Johann Georg Rohrer (Straßburg) 1755 für die Mannheimer Jesuitenkirche schuf. Sie verfügt mit 580 Pfeifen über 18 Register auf zwei Manualen und Pedal. Ihre Spiel- und Registertraktur sind mechanisch. Die Windladen sind als Schleifladen ausgeführt. Die Disposition lautet:
| I Hauptwerk C–g3 |             |
| Bourdon          | 16′         |
| Prinzipal        | 08′         |
| Gemshorn         | 08′         |
| Oktav            | 04′         |
| Flöte            | 04′         |
| Rauschpfeife II  | 02 ⁄3′ + 2′ |
| Mixtur IV        | 01 ⁄3′      |
| Trompete         | 08′         |

| II Positiv C–g3 |        |
| Gedackt         | 8′     |
| Rohrflöte       | 4′     |
| Prinzipal       | 2′     |
| Oktav           | 1′     |
| Sesquialter II  | 1 3⁄5′ |

| Pedal C–f1    |     |
| Subbass       | 16′ |
| Prinzipalbass | 08′ |
| Choralflöte   | 04′ |
| Hintersatz IV | 02′ |
| Posaune       | 16′ |

- Koppeln: II/I, I/P, II/P